# Eternal Devastation
Albums de Destruction
Infernal Overkill
(1985) Mad Butcher
(1987)
Eternal Devastation est le deuxième album studio du groupe de thrash metal allemand Destruction. L'album est sorti en 1986 sous le label Steamhammer Records.
Globalement, la musique de Destruction est plus mûre et technique dans cet album que dans le premier du groupe, Infernal Overkill. Cependant, les titres restent tout aussi brutaux et techniques.

## Musiciens
- Marcel « Schmier » Schirmer - Chant, basse
- Mike Sifringer - Guitare
- Thomas « Tommy » Sandmann - Batterie

## Liste des morceaux
1. Curse the Gods - 6:02
2. Confound Games - 4:29
3. Life Without Sense - 6:24
4. United by Hatred - 5:04
5. Eternal Ban - 3:41
6. Upcoming Devastation - 4:06
7. Confused Mind - 6:06